# آختربوس
اکترباس (به هلندی: Achterbos) یک روستا در هلند است که در De Ronde Venen واقع شده‌است.

## خصوصیات
اکترباس ۴۲۰ نفر جمعیت دارد.